# Parafia Podwyższenia Krzyża Świętego w Borecznie
Parafia Podwyższenia Krzyża Świętego w Borecznie – parafia rzymskokatolicka w diecezji elbląskiej. Erygowana w 1311 roku, reerygowana 28 października 1972 roku przez administratora warmińskiego Józefa Drzazgę.
Na obszarze parafii leżą miejscowości: Boreczno, Jaśkowo, Huta Wielka, Janiki Małe, Janiki Wielkie, Kęty, Karpowo, Karnity, Mozgowo, Smolajny, Surbajny, Surzyki Małe, Śliwa, Urowo, Wielowieś, Wieprz. Tereny te znajdują się w gminie Zalewo w powiecie iławskim w województwie warmińsko-mazurskim.
Kościół parafialny w Borecznie został wybudowany i konsekrowany ok. 1330 roku.